# Eleição municipal de Sertãozinho (São Paulo) em 2020
A eleição municipal de Sertãozinho em 2020 ocorreu no dia 15 de novembro. Esta cidade paulista possui 127.152 habitantes dentre os quais 95.006 são eleitores que neste dia votaram para definir o seu prefeito e os seus 17 vereadores. 

## Antecedentes
Em 2016, o prefeito Zezinho Gimenez, candidato pelo PSDB, se reelegeu com ampla vantagem sobre seus adversários, 59,02% dos votos válidos, o correspondente a 35.256 votos, essa é a quarta vez de Gimenez no palácio Dr. Antônio Almussa Filho, tendo vencido em 2000, 2004 e 2012, concorreram contra o então tucano, o vice-prefeito Valter Almussa, do PSB, que teve 39,03% dos votos válidos, o correspondente a 23.319 votos, e o candidato pelo PTN, Dr. Eliezer Costa, que teve 1,95% dos votos válidos, correspondente a 1.164 votos

## Campanha
A campanha é marcada pelo rompimento do atual prefeito Zezinho Gimenez com seu antigo partido, o PSDB, do qual era considerado integrante histórico e se elegeu quatro vezes chefe do executivo, em 2000, 2004, 2012 e 2016, passando a apoiar a sua sucessão seu vice-prefeito, Niltinho Teixeira, candidato pelo Cidadania, o antigo PPS, e o PSDB por sua vez, lança candidatura própria tentando levar o partido para o poder pela 6ªvez com o vereador Dr. Wilsinho, mais votado no pleito de 2016, com 3.298 votos, na disputa também estão o advogado Claudinei Luís, do PSL, e o economista Ederli Batista, do PT.

## Candidatos[2]
| Nº | Candidato          | Partido   | Vice                         | Coligação |
| -- | ------------------ | --------- | ---------------------------- | --- |
| 13 | Ederli Batista     | PT        | Ironir Guimarães (PT)        | "Frente Democrática Popular" - PT - PCdoB                                                                       |
| 17 | Dr. Claudinei Luís | PSL       | Cabo PM Flávia Messias (PSL) | Sem coligação                                                                                                   |
| 23 | Niltinho           | Cidadania | Toninho Tonielo (PP)         | "Segue em Frente, Sertãozinho" - Cidadania - PP - PODE - PV - PDT - PSB                                         |
| 45 | Dr. Wilsinho       | PSDB      | Ricardo Almussa (DEM)        | "Avança Sertãozinho" - PSDB - DEM - Republicanos - PTB - Patriota - Solidariedade - PROS - PSD - MDB - PSC - PL |

## Resultado

### Prefeito[3]
Realizado o pleito de 15 de novembro, os eleitores sertanezinos que foram as urnas escolheram seus 17 vereadores e decidiram por eleger como prefeito, o vereador Wilson Pires, mais conhecido por Dr. Wilsinho, candidato pelo PSDB, que obteve 35.343 votos, o correspondente a 58,40% dos votos válidos, tendo ficado em segundo lugar, o candidato do Cidadania, Niltinho Teixeira, que obteve 20.245 votos, o correspondente a 33,45% dos votos válidos.
| Candidato                     | Vice                     | Turno único 15 de novembro de 2020 | Turno único 15 de novembro de 2020 |
| Candidato                     | Vice                     | Votação                            | Votação                            |
| Candidato                     | Vice                     | Total                              | Porcentagem                        |
| ----------------------------- | ------------------------ | ---------------------------------- | ---------------------------------- |
| Dr. Wilsinho (PSDB)           | Ricardo Almussa (DEM)    | 35.343                             | 58,40%                             |
| Niltinho Teixeira (Cidadania) | Toninho Tonielo (PP)     | 20.245                             | 33,45%                             |
| Dr. Claudinei Luís (PSL)      | Flávia Messias (PSL)     | 3.754                              | 6,20%                              |
| Ederli Batista (PT)           | Ironir Guimarães (PT)    | 1.174                              | 1,94%                              |
| → Total de votos válidos      | → Total de votos válidos | 60.516                             | 87,93%                             |
| → Votos em branco             | → Votos em branco        | 3.316                              | 4,82%                              |
| → Votos nulos                 | → Votos nulos            | 4.991                              | 7,25%                              |
| Abstenções                    | Abstenções               | 26.183                             | 27,56%                             |
| Total                         | Total                    | 68.823                             | 100%                               |

### Vereadores Eleitos[5]
| Candidato                    | Partido      | Votação     | Votação |
| Candidato                    | Partido      | Porcentagem | Total   |
| ---------------------------- | ------------ | ----------- | ------- |
| Cesinha                      | PTB          | 2,85%       | 1.756   |
| Dr. Acacio Tobias            | PSDB         | 2,71%       | 1.670   |
| Babá da Farmácia             | Cidadania    | 2,59%       | 1.596   |
| Edna Costa                   | PL           | 2,01%       | 1.239   |
| William Domingos             | MDB          | 1,84%       | 1.133   |
| Renatinho Schiavinato        | PV           | 1,74%       | 1.073   |
| Jorge Filipini               | PSDB         | 1,66%       | 1.024   |
| Cassia Do Mercado            | MDB          | 1,58%       | 974     |
| Maria Vira Lata              | PV           | 1,41%       | 867     |
| Antonio Marcolino            | Republicanos | 1,40%       | 861     |
| Nanico Mazer                 | Cidadania    | 1,33%       | 820     |
| Marcelo Domenici Borracheiro | PV           | 1,33%       | 819     |
| Firmo Leão Ulian             | DEM          | 1,32%       | 812     |
| Duílio Machado               | PSDB         | 1,26%       | 774     |
| Mortadela Gás                | Cidadania    | 1,07%       | 657     |
| Fred                         | PSDB         | 0,91%       | 560     |
| Professor Tiago Lira         | Patriota     | 0,90%       | 555     |